# Waltraud Dietsch
Waltraud Dietsch (República Democrática Alemana, 26 de noviembre de 1950) fue una atleta alemana especializada en la prueba de 4x400 m, en la que consiguió ser campeona europea en 1974.

## Carrera deportiva
En el Campeonato Europeo de Atletismo de 1974 ganó la medalla de oro en los relevos 4x400 m, con un tiempo de 3:25.41 segundos que fue récord de los campeonatos, llegando a meta por delante de la Unión Soviética y Finlandia (bronce).